# Hans Getzinger
Hans Getzinger, také Hanns Gezinger, Hanuš Götzinger (15. století, Haslach, Rakouské arcivévodství – 1512) byl rakouský stavitel, kameník, architekt a mistr jihočeské pozdní gotiky. Původem byl z hornorakouského Haslachu, kde jako člen kamenické a stavitelské rodiny zřejmě vedl stavbu městského farního kostela. Činný byl především v Českém Krumlově, kde vedl stavební huť rodu Rožmberků, i na dalších jihočeských stavbách. Připisuje se mu nebo je doloženo jeho autorství kostelů (nebo jejich částí) v Rožmberku, Zátoni a Chvalšinách.